# 시마즈 라이세이
시마즈 라이세이(일본어: 島津 頼盛, 1999년 4월 7일~)는 일본의 축구 선수이다.

## 구단 경력
그는 2018년 J2리그의 츠바이겐 가나자와에 입단했다. 2021년까지 49경기에 출전하여, 9득점을 넣었다. 2021년 8월 J3리그의 가고시마 유나이티드 FC로 이적했다. 2022년부터 2023년까지 일본 풋볼 리그의 FC 티아모 히라카타에서 뛰었다.